# Rutenizm
Rutenizm (łac. ruthenus „ruski”), zapożyczenie ruskie – wyraz, zwrot, konstrukcja składniowa zapożyczona z jednego z języków wschodniosłowiańskich (dawniej zwanych ruskimi) bądź na nim wzorowana. Terminu tego używa się głównie w odniesieniu do zapożyczeń z języka ukraińskiego, czyli ukrainizmów.